# بيرآباد (مقاطعة دورود)
بيرآباد (بالفارسية: پیرآباد) هي قرية تقع في قسم جان الريفي (مقاطعة دورود) في إيران. يقدر عدد سكانها بـ 1,004 نسمة .